# Jean Masse (Politiker)
Jean Masse (* 3. Januar 1911 in Marseille; † 10. August 1987 ebenda) war ein französischer Politiker. Von 1956 bis 1958 und von 1962 bis 1978 war er Abgeordneter der Nationalversammlung.
Masse stammte aus Château-Gombert, einem ländlich geprägten Viertel von Marseille. Sein Vater Marius Masse war von 1935 bis 1939 der Stellvertreter des Bürgermeisters Henri Tasso. Jean Masse machte sein Abitur am Lycée Thiers und trat der SFIO bei. Er wurde zum Sekretär der jungen Sozialisten im Département Bouches-du-Rhône. Im Jahr 1940 nahm er kurzzeitig am Zweiten Weltkrieg teil. 1945 zog er in den Generalrat ein, 1947 wurde er Mitglied des Stadtrats von Marseille. Nach der Wahl Gaston Defferres zum Bürgermeister wurde Masse 1953 dessen Stellvertreter. Bei den Parlamentswahlen 1956 trat er hinter Defferre und Francis Leenhardt als Listendritter an und konnte einen Sitz in der Nationalversammlung erringen. 1957 wurde er außerdem zum Präsidenten des Generalrats gewählt. Nachdem er 1958 aus der Nationalversammlung ausgeschieden war, konnte er 1962 wieder einziehen und blieb bis 1978 deren Mitglied. Masse starb 1987. Sein Sohn Marius Masse war ebenfalls Abgeordneter.